# أم كلثوم العامرية
أم كلثوم بنت عبدود بن قيس العامرية عربية فصيحة كانت على عهد الرسول محمد، ومن شعرها ما قالته في رثاء أخيها عمرو بن عبد ود عندما قتله على بن أبي طالب في غزوة الخندق، وكانـت عندما بلغها نعيه قد سألت: من قتله؟ فقيل لها علي بن أبي طالب. فقالت: لم يأت يومه إلا على يد كفء كريم؟ وأنشأت تقـول: